# Tanguy Cosyns
Tanguy Cosyns (* 29. Juni 1991 in Brüssel) ist ein belgischer Hockeyspieler. 2016 gewann er mit der belgischen Nationalmannschaft die olympische Silbermedaille, 2023 wurde er Weltmeisterschaftszweiter.

## Sportliche Karriere
Der Angriffsspieler Tanguy Cosyns spielte 2016 beim Royal Daring Club und später beim Royal Racing Club Bruxelles.
Sein erstes großes Turnier mit der Nationalmannschaft war 2014 die Weltmeisterschaft in Den Haag, bei der die Belgier den fünften Platz erreichten. Cosyns war mit fünf Toren, alle aus Strafecken, zusammen mit Tom Boon erfolgreichster Torschütze des Belgier. Ebenfalls Fünfte wurden die Belgier bei der Europameisterschaft 2015 in London.
2016 bei den Olympischen Spielen in Rio de Janeiro gewannen die Belgier im Halbfinale mit 3:1 gegen die Niederländer. Im Finale unterlagen sie den Argentiniern mit 2:4. Zunächst waren die Belgier durch ein Feldtor von Cosyns in Führung gegangen, bei Halbzeit stand es aber bereits 1:3.
Cosyns gehörte in den Jahren danach weiterhin dem Nationalkader an, war aber bei den großen Turnieren nicht dabei. Bei der Weltmeisterschaft 2023 in Bhubaneswar erreichten die Belgier das Finale und unterlagen der deutschen Mannschaft im Penaltyschießen, wobei Cosyns den entscheidenden Penalty vergab.
Bis Januar 2023 bestritt Cosyns insgesamt 163 Länderspiele für Belgien, in denen er 34 Tore erzielte.